# Баутцен
Ба́утцен (Бауцен, нем. Bautzen), Бу́дышин или Бу́дишин (в.-луж. Budyšinо файле; ['budɨʃin], в период французской оккупации -  Бюдисс (фр. Budisse)) — город в Германии, в Саксонии, в верхнем течении Шпрее. Неформальная столица лужицких сербов.
Входит в состав культурно-территориальной автономии «Лужицкая поселенческая область», на территории которой действуют законодательные акты земель Саксонии и Бранденбурга, содействующие сохранению лужицких языков и культуры лужичан.

## История

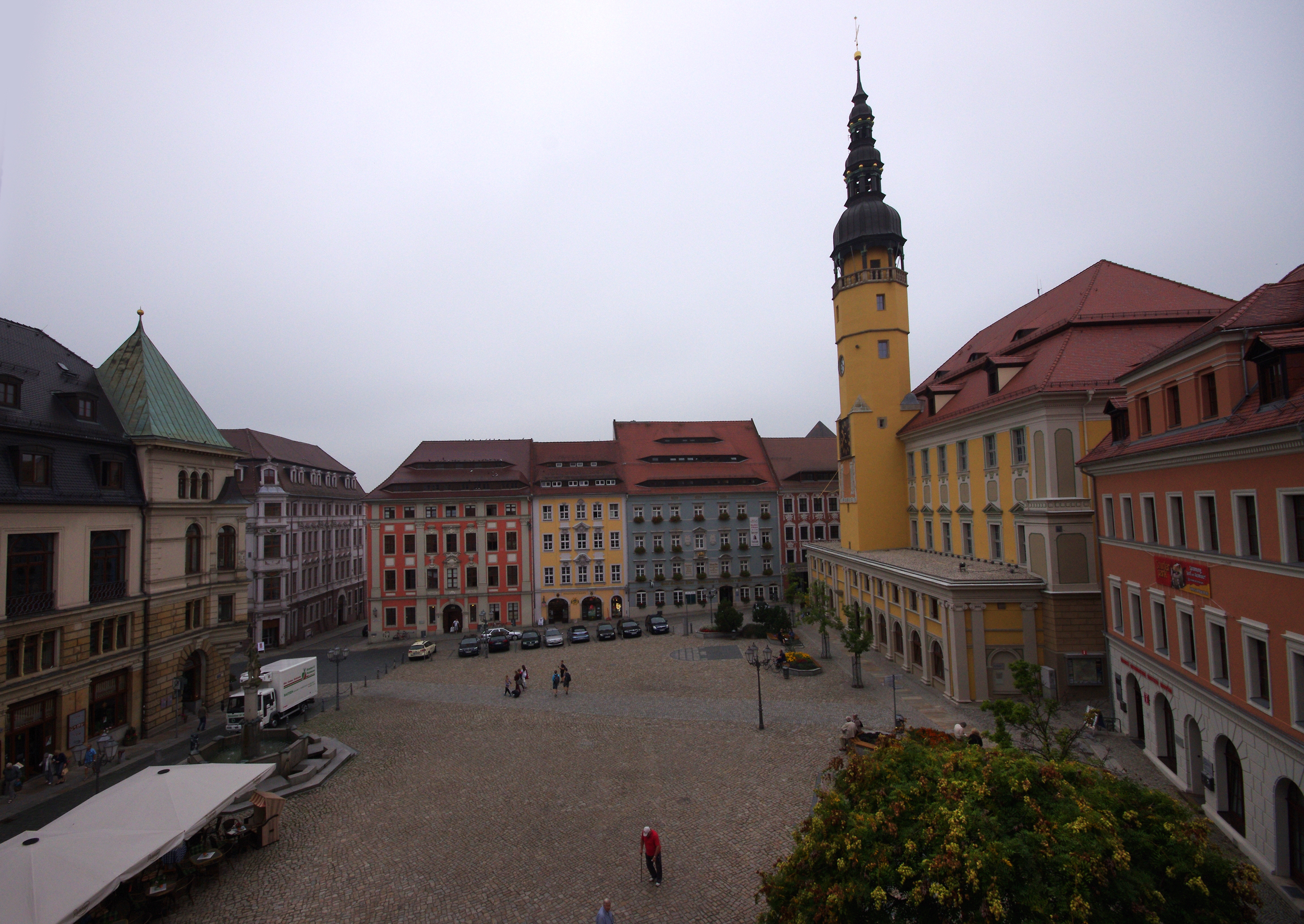
Баутцен. Центральная площадь. 2014 г.

Известен с 1002 года. По Будишинскому миру 1018 года отошёл к польскому королю Болеславу Храброму и оставался в составе Древнепольского государства на протяжении 14 лет.
С 1319 по 1635 гг. входил в земли Чешской короны. Одновременно состоял в Союзе шести городов. Во время Тридцатилетней войны перешёл к Веттинам альбертинской линии.
В сражении при Бауцене (май 1813 г.) Наполеону удалось оттеснить русские и прусские войска.
- Budusin, 1002
- Budesin, 1029
- Bvdessin, 1160
- Budeshyn, 1226
- Budissin, 1245
- Bodissin, 1307
- Budischin, 1319
- Budeseyn, 1347
- Budissynn, 1394
- Bawdissin, 1419
- Pawdeschin, 1420
- Baudissin, 1438
- Bawtzen, 1511
- Buddissin, 1590
- Bautzen, 1868

## Административное деление

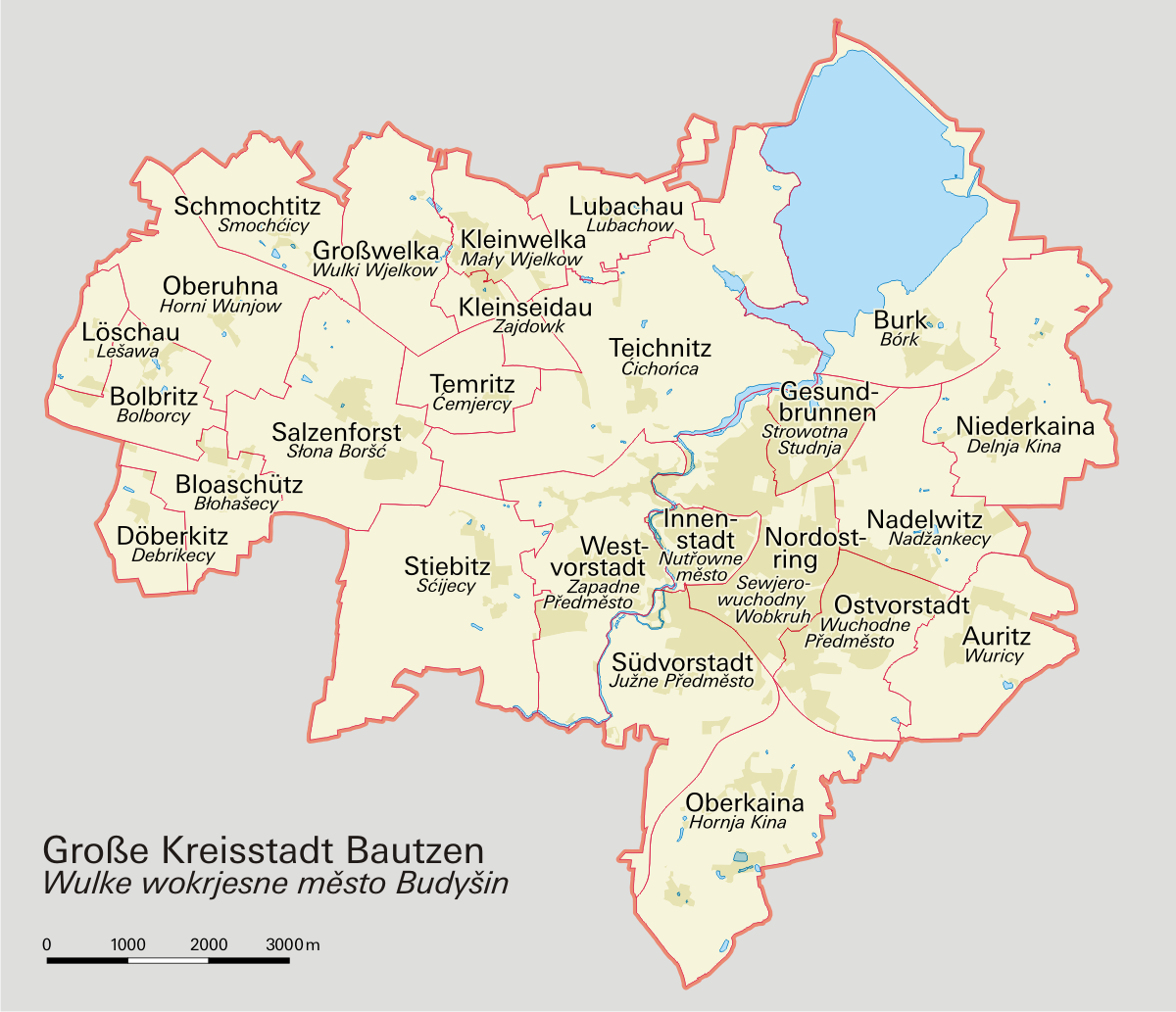
Административные районы Баутцена

Имеет статус районного города (Große Kreisstadt).
В городской топонимике широко применяются славянские наименования. Исторический центр города состоит из шести районов: Инненштадт (Нуцковне-Место), Нордостринг (Северовуходный-Вобкруг), Остфорштадт (Вуходне-Пшедместо), Зюдфорштадт (Южне-Пшедместо, Гезундбруннен (Стровотна-Студня) и Вестфорштадт (Западне-Пшедместо). Остальные районы — сельские населённые пункты в статусе отдельного района, вошедшие в городские границы в различное время.
- Ауриц (Вурицы)
- Блоашюц (Блогашецы)
- Больбриц (Больборцы)
- Бурк (Борк)
- Вестфорштадт (Западне-Пшедместо)
- Гезундбруннен (Стровотна-Студня)
- Гросвелька (Вульки-Вельков)
- Дёберкиц (Дебрикецы)
- Зальценфорст (Слона-Боршч)
- Зюдфорштадт (Южне-Пшедместо)
- Инненштадт (Нуцковне-Место)
- Клайнвелька (Малы-Вельков)
- Клайнзайдау (Зайдов)
- Лёшау (Лешава)
- Лубахау (Лубохов)
- Надельвиц (Наджанецы)
- Нидеркайна (Дельня-Кина)
- Нидеруна (Дельни-Вунёв)
- Ноймальзиц (Нове-Мальсецы)
- Нордостринг (Северновуходны-Вобкруг)
- Оберкайна (Горня-Кина)
- Оберуна (Горни-Вунёв)
- Остфорштадт (Вуходне-Пшедместо)
- Тайхниц (Чихоньца)
- Темриц (Чемерцы)
- Шмохтиц (Смохчицы)
- Штибиц (Счийецы)
- Эна (Вовнёв)

## Население
Официальным языком в населённом пункте, помимо немецкого, является верхнелужицкий.
Согласно статистическому сочинению «Dodawki k statisticy a etnografiji łužickich Serbow» Арношта Муки в 1884 году в городе проживало 17 509 человек (из них — 4 000 серболужичан (23 %)).
Лужицкий демограф Арношт Черник в своём сочинении «Die Entwicklung der sorbischen Bevölkerung» указывает, что в 1956 году при общей численности в 42 008 человек серболужицкое население города составляло 11,1 % (из них верхнелужицким языком владело 3 820 взрослых и 860 несовершеннолетних).
Численность населения города по оценке на 31 декабря 2013 года составляет 39 607 человек.
| 1834 | 1871  | 1890  | 1910  | 1925  | 1939  | 1946  | 1950  | 1964  | 1990  | 2000  |
| ---- | ----- | ----- | ----- | ----- | ----- | ----- | ----- | ----- | ----- | ----- |
| 8387 | 13165 | 18730 | 32754 | 40335 | 41885 | 38524 | 41592 | 43835 | 49126 | 43856 |

## Известные уроженцы, жители
Харальд Метцкес  — немецкий живописец и график.

## Достопримечательности
- Вуричанский столп — исторический памятник, находящийся на территории деревни Вурицы.
- Миклаyшк — кладбище в Старом городе, с захоронениями известных деятелей серболужицкой культуры.
- Новый Вассеркунст.
- Собор св. Петра — сокафедральный собор католической епархии Дрезден-Майсена.
- Старый Вассеркунст.
- Тухорское кладбище.
- Недалеко от Баутцена, в пригороде Клайнвелька, находится Парк динозавров.

## Города-побратимы
- Вормс, Гейдельберг, Дрё, Яблонец, Еленя-Гура.